# تشم كريم (مقاطعة دلفان)
تشم كريم (بالفارسية: چم کریم) هي قرية تقع في قسم ايتيوند الجنوبي الريفي (مقاطعة دلفان) في إيران. يقدر عدد سكانها بـ 84 نسمة بحسب إحصاء 2016.